# Psalm en fuga nr. 1 (Hovhaness)
Psalm en fuga is een instrumentale compositie van de Armeens-Schotse componist Alan Hovhaness.
Het werk is gecomponeerd voor strijkinstrumenten. Het is een instrumentale psalm geschreven in de Oosterse kerktoonladdersystemen. Aansluitend wordt een fuga gespeeld, een soort compositie is bijna in alle werken van de componist wel een keer voorkomt. Hovhaness was verwoed fan van de muziek van Johann Sebastian Bach en Georg Friedrich Händel, meesters in dat genre.
Psalm en fuga is geschreven in de tijd dat de wereld op de rand van de afgrond kwam als gevolg van de aanloop naar de Tweede Wereldoorlog (gezien vanuit Amerikaans standpunt). Het werk toen vaak gespeeld als opening van een concert waarbij ook ander werk van de componist werd gespeeld.

## Orkestratie
- violen, altviolen, celli, contrabassen

## Discografie
- Uitgave Harmonia Mundi: Philharmonia Orchestra o.l.v. Davis Amos; opname 1990;
- Uitgave Koch International: Chris Gecker (trompet) met het Manhattan Chamber Orchestra o.l.v. Richard Auldan Clark; opname 1995 (niet meer verkrijgbaar)
- Uitgave Dorian: Staatsphilharmonie Bratislava o.l.v. Kerry Stratton (opname 1997

Het boekwerk van Koch geeft een enorme drukfout; de compositie zou uit 1958 zijn; tegelijkertijd wordt vermeld dat het tijdens concerten tijdens de Tweede Wereldoorlog werd gespeeld. Deze datumfout wordt in één zin gemaakt. Psalm en fuga nr. 2 volgde in 1954.